# 박찬환
박찬환(朴贊煥, 1957년 7월 18일 ~ )은 대한민국의 배우이다.

## 생애
- 광주광역시에서 출생하였다.
- 1981년 국립극장연수원 1기생으로 연극과 인연을 맺었다.
- 1982년 MBC 방송 15기 탤런트 공채로 연기를 시작하였다.
- 1992년 미국으로 유학, 1994년 귀국 후 다시 연기 활동 중이다.

## 출연작

### 텔레비전 드라마
- 1983년 MBC MBC 베스트셀러극장 《지지배배 외 다수》
- 1983년 MBC 드라마 《갈채》 - 권투선수 역
- 1985년 MBC 특별기획드라마 《임진왜란》- 조선 병조참의,토요토미 히데쓰구 (풍신수차) 1인2역
- 1987년 MBC 드라마 《도시의 얼굴》
- 1988년 KBS1 드라마 《사랑의 기쁨》
- 1988년 KBS1 드라마 《귀향》
- 1988년 KBS1 드라마 스페셜
- 1989년 MBC 단막극 《MBC 베스트셀러극장 - 그 얼굴》
- 1989년 KBS1 드라마 《우리 동네》
- 1989년 KBS2 드라마 《일출》
- 1990년 MBC 특별기획드라마 《조선 왕조 오백년 - 대원군》
- 1991년 KBS1 드라마 《밀월》 ... 대학생 역
- 1991년 KBS1 드라마 《내일은 봄》
- 1992년 KBS2 드라마 《아메리카 꿈나무》 - 기영 역
- 1994년 MBC 드라마 《아담의 도시》 - 오세영 역
- 1995년 MBC 드라마 《최승희》 - 안막 역
- 1995년 MBC 드라마 《여》
- 1995년 MBC 단막극 《베스트극장 - 제부도》
- 1995년 MBC 단막극 《베스트극장 - 묻어버린 세월》
- 1995년 KBS 드라마 《사랑이 꽃피는 교실》 ... 국어 교사 역
- 1995년 KBS2 드라마 《여울》
- 1997년 MBC 특별기획드라마 《산》 - 산악인 정태 역
- 1997년 KBS 단막극 《금요극장 - 두아이 이야기》
- 1998년 KBS1 대하드라마 《왕과 비》 - 제안대군 역
- 1998년 KBS2 아침드라마 《바람처럼 파도처럼》
- 1998년 SBS 드라마스페셜 《승부사》 ... 우길상사 사장 우충섭 역
- 1999년 MBC 일일연속극 《하나뿐인 당신》 - 박형규 역
- 1999년 KBS2 설날 특집드라마 《아름다운 비밀》
- 1999년 MBC 창사기념 특별기획드라마 《허준》 ... 선조 역
- 2001년 KBS 1TV 일일연속극 《우리가 남인가요》 - 장태진 역
- 2001년 MBC 창사40주년 특별기획드라마 《상도》 - 홍경래 역
- 2002년 MBC 아침드라마 《내 이름은 공주》 ... 한법규 역
- 2002년 iTV 일일드라마 《해바라기 가족》 ... 김현석 역
- 2003년 MBC 특별기획드라마 《대장금》 - 장금의 아버지 서천수 역
- 2004년 MBC 특별기획드라마 《영웅시대》 - 천삼국 역
- 2004년 KBS 대하드라마 《불멸의 이순신》 - 권준 역
- 2006년 MBC 수목미니시리즈 《궁》 - 황제 역
- 2006년 KBS2 HD 특별기획드라마 《황진이》 - 중종 역
- 2006년 MBC 단막극 《MBC 베스트극장 - 우리들의 크리스마스》 - 성준 역
- 2007년 KBS2 월화드라마 《헬로! 애기씨》 - 이돈규 역
- 2007년 채널CGV 드라마 《정조암살미스터리 8일》 - 심환지 역
- 2008년 KBS2 월화드라마 《싱글파파는 열애중》 - 전기석 역
- 2008년 MBC 창사47주년 특별기획드라마 《에덴의 동쪽》 - 챙 역
- 2009년 MBC 수목미니시리즈 《돌아온 일지매》 - 일본인 부부 역
- 2010년 MBC 특별기획 주말드라마 《욕망의 불꽃》 - 송진호 역 (특별출연)
- 2012년 TV조선 월화미니시리즈 《한반도》 - 림철우 역
- 2013년 KBS TV소설 《은희》 - 차석구 역
- 2014년 SBS 아침연속극 《나만의 당신》 - 백인섭 역
- 2014년 SBS 단막극 《엄마의 선택》 - 진소영의 판결 담당판사 역
- 2015년 SBS 화요드라마 《에이스》 - 이갑수 대법관 역
- 2016년 KBS2 저녁 일일드라마 《천상의 약속》 - 백동진 역
- 2016년 KBS2 드라마 《KBS 드라마 스페셜 - 피노키오의 코》 - 윤남호 역
- 2016년 KBS1 일일연속극 《빛나라 은수》 - 김재우 역
- 2017년 KBS2 TV소설 《그 여자의 바다》 - 마상국 / 강명한 역
- 2019년 KBS2 월화드라마 《너의 노래를 들려줘》 - 홍지섭 역
- 2022년 KBS2 저녁 일일드라마 《황금 가면》 - 홍선태 역
- 2025년 KBS2  저녁 일일드라마 《여왕의 집》- 도민준 역

### 연극
- 1982년 《밤으로의 긴 여로》
- 1994년 《남편을 죽이는 서른가지방법》
- 1997년 《낙화옥화》 ... 백제 의자왕, 컴퓨터 프로그래머 역
- 2001년 《나는 타스마니아로 간다》

### 영화
- 1989년 《상처》
- 1990년 《새벽에서 밤까지》 ... 성태 역
- 1990년 《너는 나의 황홀한 지옥》 ... 민우 역
- 1990년 《미친 사랑의 노래》 ... 민철 역
- 1990년 《있잖아요 비밀이에요》 ... 감독 역
- 1991년 《뜨겁고 부드럽게》 ... 승규 역
- 1991년 《낙타는 따로 울지 않는다》 ... 김민수 역
- 1991년 《여자는 추억 속에 집을 짓는다》 ... 해일 역
- 1992년 《세상은 살만큼 아름답다》 ... 길정 역
- 1992년 《천국의 계단》 ... 명길 역
- 1993년 《웨스턴 애비뉴》 ... 지수 오빠 역
- 2007년 《해부학 교실》 ... 선화 삼촌 역

### 뮤지컬
- 1995년 《데이빗 킹 데이빗》

### 방송
- 1987년 MBC 《인기스타 총출동》
- 1990년 평화방송 《라디오 사랑하나 노래 둘 DJ》
- 1994년 평화방송 《TV 문화가 산책 진행》
- 1994년 KBS2 《밤과 음악 사이》
- 1996년 KBS2 《도전 지구탐험대》
- 2016년 SBS 《불타는 청춘》

## 수상
- 1987년 MBC 연기대상 남자 신인상